# Kundun

Kundun er en amerikansk biografisk film fra 1997 instrueret af Martin Scorsese. Filmen handler om Dalai Lama, det tibetanske folks åndelige leder.

## Cast
- Tenzin Thuthob Tsarong som Dalai Lama (voksen)
- Gyurme Tethong som Dalai Lama (12 år)
- Tulku Jamyang Kunga Tenzin som Dalai Lama (5 år)
- Tenzin Yeshi Paichang som Dalai Lama (2 år)
- Tencho Gyalpo som Dalai Lamas mor
- Tenzin Topjar som Lobsang (5 til 10 år)
- Tsewang Migyur Khangsar som Dalai Lamas far
- Tenzin Lodoe som Takster Rinpoche
- Tsering Lhamo som Tsering Dolma
- Geshi Yeshi Gyatso som Lama of Sera
- Losang Gyatso som Budbriner (som Lobsang Gyatso)
- Sonam Phuntsok som Reting Rinpoche
- Gyatso Lukhang som Lord Chamberlain
- Lobsang Samten som Køkkenchef
- Jigme Tsarong som Taktra Rinpoche (som Tsewang Jigme Tsarong)
- Tenzin Trinley som Ling Rinpoche
- Robert Lin som Chairman Mao Zedong
- Jurme Wangda som Lukhangwa
- Jill Hsia som lille pige